# Tlapehuala
Tlapehuala è un comune del Messico, situato nello stato di Guerrero.